# Lerone Murphy
Lerone Murphy  (ur. 22 lipca 1991 w Manchesterze)  – angielski zawodnik mieszanych sztuk walki (MMA) walczący w kategorii piórkowej. Były mistrz FCC w wadze piórkowej. Od 2019 roku zawodnik największej organizacji MMA na świecie - UFC. 

## Życiorys
Murphy, który urodził się i wychował w dystrykcie Trafford, uczęszczał do szkoły podstawowej St Edward's Primary School w Rusholme oraz do St Mary's Levenshulme i St Anne's High Catholic High School w Stockport. Był obiecującym piłkarzem, który przeszedł testy do klubu Liverpool F.C. i trenował zarówno w klubie Stockport County, jak i FC United jako nastolatek, aż do 16 roku życia, kiedy doznał poważnej kontuzji kolana, która przedwcześnie zakończyła jego marzenia o piłce nożnej. Będąc siostrzeńcem trenera boksu z Manchesteru, nieżyjącego już Olivera Harrisona, który trenował takich zawodników jak Amir Khan, Murphy odbył kilka treningów bokserskich. Treningi MMA rozpoczął dopiero, gdy dołączył do klubu All Powers.
W sobotę 25 maja 2013 Murphy, który właśnie wyszedł z zakładu fryzjerskiego w przedmieściach Manchesteru, w Fallowfield, został postrzelony przez uzbrojonego mężczyznę. Został trafiony trzema kulami, dwukrotnie w twarz i szyję. Z powodu obrażeń musiał otrzymać zestaw protez zębowych, a w jego języku na stałe utkwił maleńki odłamek kuli.

## Osiągnięcia i nagrody

### Mieszane sztuki walki
- Full Contact Contender
  - 2019: Mistrz FCC w wadze piórkowej
- Ultimate Fighting Championship
  - Bonus za walkę wieczoru (raz) vs. Edson Barboza (2024)[5]
  - Bonus za występ wieczoru (dwa razy) vs. Ricardo Ramos (2020)[6], Aaron Pico (2025)[7]
- MMAjunkie.com
  - 2021: Nokaut miesiąca październik vs. Makwan Amirkhani[8]

## Lista zawodowych walk MMA
| Wynik   | Bilans | Przeciwnik (bilans przed walką)    | Rozstrzygnięcie          | Runda | Czas | Rozgrywki                            | Data       | Miejsce    | Uwagi                                         |
| ------- | ------ | ---------------------------------- | ------------------------ | ----- | ---- | ------------------------------------ | ---------- | ---------- | --------------------------------------------- |
| Wygrana | 17-0-1 | Aaron Pico (13-4)                  | KO (obrotowy łokieć)     | 1     | 3:21 | UFC 319                              | 16.08.2025 | Chicago    | Bonus za występ wieczoru. Co- Main Event      |
| Wygrana | 16-0-1 | Josh Emmett (19-4)                 | Decyzja (jednogłośna)    | 5     | 5:00 | UFC Fight Night: Emmett vs. Murphy   | 05.04.2025 | Las Vegas  | Main Event.                                   |
| Wygrana | 15-0-1 | Dan Ige (18-8)                     | Decyzja (jednogłośna)    | 3     | 5:00 | UFC 308                              | 26.10.2024 | Abu Zabi   |                                               |
| Wygrana | 14-0-1 | Edson Barboza (24-11)              | Decyzja (jednogłośna)    | 5     | 5:00 | UFC Fight Night: Barboza vs. Murphy  | 18.05.2024 | Las Vegas  | Bonus za walkę wieczoru. Main Event           |
| Wygrana | 13-0-1 | Josh Culibao (11-1-1)              | Decyzja (jednogłośna)    | 3     | 5:00 | UFC Fight Night: Aspinall vs. Tybura | 22.07.2023 | Londyn     |                                               |
| Wygrana | 12-0-1 | Gabriel Santos (10-0)              | Decyzja (niejednogłośna) | 3     | 5:00 | UFC 286                              | 18.03.2023 | Londyn     |                                               |
| Wygrana | 11-0-1 | Makwan Amirkhani (16-6)            | KO (kolano)              | 2     | 0:14 | UFC 267                              | 30.10.2021 | Abu Zabi   |                                               |
| Wygrana | 10-0-1 | Douglas Silva de Andrade (26-3)    | Decyzja (jednogłośna)    | 3     | 5:00 | UFC on ESPN: Chiesa vs. Magny        | 20.01.2021 | Abu Zabi   |                                               |
| Wygrana | 9-0-1  | Ricardo Ramos (14-2)               | TKO (ciosy pięściami)    | 1     | 4:18 | UFC on ESPN: Kattar vs. Ige          | 16.07.2020 | Abu Zabi   | Bonus za występ wieczoru.                     |
| Remis   | 8-0-1  | Zubaira Tukhugov (18-4)            | Remis (niejednogłośny)   | 3     | 5:00 | UFC 242                              | 07.09.2019 | Abu Zabi   | Debiut w UFC.                                 |
| Wygrana | 8-0    | Manolo Scianna (8-3)               | TKO (ciosy pięściami)    | 1     | 2:22 | Full Contact Contender 23            | 18.05.2019 | Bolton     | Zdobył pas mistrzowski FCC w wadze piórkowej. |
| Wygrana | 7-0    | Ayton De Paepe (7-1)               | Decyzja (jednogłośna)    | 3     | 5:00 | Celtic Gladiator 22                  | 30.11.2018 | Manchester |                                               |
| Wygrana | 6-0    | James McErlean (7-4)               | Decyzja (jednogłośna)    | 3     | 5:00 | Evolution of Combat: Fight Night 2   | 01.09.2018 | Morecambe  |                                               |
| Wygrana | 5-0    | Terry Doyle (4-5)                  | TKO (ciosy pięściami)    | 1     | 0:42 | FightStar Championship 14            | 14.04.2018 | Londyn     | Debiut w wadze piórkowej.                     |
| Wygrana | 4-0    | Nathan Thompson (7-39)             | TKO (ciosy pięściami)    | 1     | 0:48 | Full Contact Contender 19            | 30.09.2017 | Bolton     |                                               |
| Wygrana | 3-0    | Jamie Lee (3-2)                    | TKO (ciosy pięściami)    | 1     | 3:55 | Full Contact Contender 18            | 15.04.2017 | Bolton     |                                               |
| Wygrana | 2-0    | Tyler Thomas (5-11)                | TKO (ciosy pięściami)    | 1     | 1:55 | Tanko Fighting Championships 3       | 11.02.2017 | Manchester |                                               |
| Wygrana | 1-0    | Martin Fouda Afana Bipouna (4-8-1) | Decyzja (jednogłośna)    | 3     | 5:00 | Full Contact Contender 15            | 05.03.2016 | Bolton     | Debiut w zawodowym MMA i wadze lekkiej.       |